# Voïne Rimski-Korsakov
Pour les articles homonymes, voir Rimski-Korsakov (homonymie).
Voïne Andreïevitch Rimski-Korsakov (en russe : Воин Андреевич Римский-Корсаков), né le 14 juillet 1822 dans le gouvernement d'Orel et mort le 4 novembre 1871 à Pise en Italie, est un explorateur, navigateur et géographe russe. Il est le frère aîné du compositeur et chef d'orchestre Nikolaï Rimski-Korsakov.
Rimski-Korsakov naît en 1822 dans une famille de la noblesse russe. Il est diplômé de l'école de Mathématiques et des Sciences de la navigation de Saint-Pétersbourg puis sert comme officier de marine. Au commandement de la goélette Vostok de la flottille administrée par l'amiral Ievfimy Poutiatine, il explore le golfe de Sakhaline, le détroit de Tartarie, l'estuaire du fleuve Amour.
Dans les années 1850 et 1860, Rimski-Korsakov explore les eaux du golfe de Pierre-le-Grand dans la mer du Japon où un petit archipel porte aujourd'hui son nom.
Pour raisons de santé, il voyage en Italie et meurt à Pise en 1871 à l'âge de 49 ans. Il est inhumé au cimetière orthodoxe de Smolensk à Saint-Pétersbourg.